# سانتا كاترينا دي اليساندريا

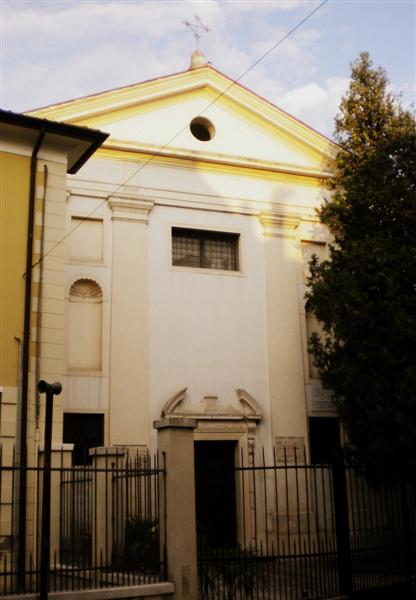
واجهة كنيسة سانتا كاترينا في بادوفا

سانتا كاترينا دي اليساندريا (بالإنجليزية: Santa Caterina d'Alessandria )‏ هي كنيسة كاثوليكية صغيرة على الطراز الباروكي وتقع على طريق مدينة بادوا (بالإنجليزية: Padua)‏ في منطقة  فينتوتيني (بالإنجليزية: Veneto)‏ في إيطاليا.

## نبذة تاريخية
كانت الكنيسة موجودة هناك بحلول القرن الثالث عشر. تعتبر كاثرين الإسكندرية (بالإنجليزية: Catherine of Alexandria)‏ واحدة من القديسين الراعي لجامعة بادوا. بحلول القرن الرابع عشر، تأسست كلية طلابية هناك. أحد نبلاء بادوا (Jacopo D'Arqua)، وهب للبناء في عام 1594. أعيد بناء الكنيسة في القرن السابع عشر بأسلوب الباروك، تضررت الكنيسنة بشدة جراء زلزال في عام 1976، تم ترميم الكنيسة بحلول عام 2016. مذبح رئيسي في القرن التاسع عشر يصور «الزواج الباطني لسانتا كاترين» لماركانتونيو بوناكورسي، ويحتوي المذبح على رخام متعدد الألوان مع أعمدة وطبلة قرمزية يعلوها تماثيل ديناميكية، استكملها نحات من عائلة بونازا، وكذلك جيوردانو وداميني. كما كان لديه لوحة تصور البشارة (1718) لبارتولومو مورو. تم دفن عازف الكمان جوزيبي تارتيني هنا
في عام 1770.